# Стюарт Юэн
Стюарт Юэн (англ. Stewart Ewen; р. 1945) — нью-йоркский автор, историк и лектор по СМИ, потребительской культуре и профессии комплаенс. Профессор в колледже Хантер и в Городском университете Нью-Йорка, на факультетах истории, социологии и медиа исследований, автор шести книг. Под псевдонимом Арчи Бишоп Юэн также много лет работал художником-графиком, фотографом, памфлетистом и активистом агитпропа.

## Биография
Будучи молодым человеком, в 1964 году и в начале 1965 года Юэн был полевым секретарем Организации по гражданским правам студенческого ненасильственного Координационного комитета (СНКК). После работы добровольцем в отделении Freedom House в Колумбусе, штат Миссисипи, он стал частью персонала SNCC, зарабатывая стандартную зарплату в размере 9,66 долларов в неделю. После работы в Колумбусе он и Исаак Коулман, который был директором проекта, открыли новый полевой офис в Тьюпело, штат Миссисипи. В 1966 году Юэн был одним из редакторов-основателей ранней подпольной газеты Connections в Мэдисоне, штат Висконсин, где он был студентом.
В 1989 году его книга «Все потребляющие образы» легла в основу удостоенной наград серии книг Билла Мойерса «Общественное сознание». В 2004 году ещё одна его книга, «PR! Социальная история спина», легла в основу одной серий мини-сериала компании BBC, «Столетие личности», производства Адама Кертиса.
Юэн активно выступал против нарушений академической свободы в период после 11 сентября, и является председателем совета директоров центра академической свободы имени Фредерика Юэна в Нью-Йоркском университете, который назван в честь его двоюродного дедушки, профессора Бруклинского колледжа, который был вынужден уйти в отставку после отказа давать показания перед HUAC.

## Личная жизнь
Стюарт Юэн был женат на Элизабет Юэн, выдающийся преподаватель кафедры американских исследований в Университете штата Нью-Йорк в Олд-Уэстбери, которая умерла 29 мая 2012 года. У него есть два сына, Пол Юэн и Сэм Юэн, оба из Нью-Йорка, и два внука.

### Книги
- Капитаны сознания: реклама и социальные корни потребительской культуры, Нью-Йорк: McGraw-Hill, 1976.
- Каналы желания: массовые образы и формирование американского сознания (в соавторстве с Элизабет Юэн), Нью-Йорк: McGraw-Hill, 1982.
- Все потребляющие образы: политика стиля в современной культуре, Нью-Йорк: Основные книги, 1988.
- Пиар!: A Social History of Spin, New York: Basic Books, 1996.
- Новые средства массовой информации читателем: введение в исследование СМИ критических текстов, Бостон: Хаутон Миффлин, 2001. ISBN 0-618-15230-X
- Типизация: об искусстве и науках человеческого неравенства (в соавторстве с Элизабет Юэн), Нью-Йорк: Seven Stories Press, 2006. ISBN 1-58322-735-0
- Типизация: об искусстве и науках человеческого неравенства: пересмотренное издание (в соавторстве с Элизабет Юэн), Нью-Йорк: «Пресса о семи историях», 2008. ISBN 978-1-58322-776-3

### Статьи и эссе
- «Массовая культура, нарциссизм и моральная экономия войны». TELOS 44 (лето 1980). New York: Telos Press
- Кристаллизация общественного мнения (Edward Bernays, Introduction by Stuart Ewen), New York: iG Publishing, 2011. ISBN 978-1-935439-26-4